# Période réfractaire (sexualité)
 (novembre 2024).
La mise en forme du texte ne suit pas les recommandations de Wikipédia : il faut le « wikifier ».
Les points d'amélioration suivants sont les cas les plus fréquents. Le détail des points à revoir est peut-être précisé sur la page de discussion.
- Les titres sont pré-formatés par le logiciel. Ils ne sont ni en capitales, ni en gras.
- Le texte ne doit pas être écrit en capitales (les noms de famille non plus), ni en gras, ni en italique, ni en « petit »…
- Le gras n'est utilisé que pour surligner le titre de l'article dans l'introduction, une seule fois.
- L'italique est rarement utilisé : mots en langue étrangère, titres d'œuvres, noms de bateaux, etc.
- Les citations ne sont pas en italique mais en corps de texte normal. Elles sont entourées par des guillemets français : « et ».
- Les listes à puces sont à éviter, des paragraphes rédigés étant largement préférés. Les tableaux sont à réserver à la présentation de données structurées (résultats, etc.).
- Les appels de note de bas de page (petits chiffres en exposant, introduits par l'outil «  Source ») sont à placer entre la fin de phrase et le point final[comme ça].
- Les liens internes (vers d'autres articles de Wikipédia) sont à choisir avec parcimonie. Créez des liens vers des articles approfondissant le sujet. Les termes génériques sans rapport avec le sujet sont à éviter, ainsi que les répétitions de liens vers un même terme.
- Les liens externes sont à placer uniquement dans une section « Liens externes », à la fin de l'article. Ces liens sont à choisir avec parcimonie suivant les règles définies. Si un lien sert de source à l'article, son insertion dans le texte est à faire par les notes de bas de page.
- La présentation des références doit suivre les conventions bibliographiques. Il est recommandé d'utiliser les modèles {{Ouvrage}}, {{Chapitre}}, {{Article}}, {{Lien web}} et/ou {{Bibliographie}}. Le mode d'édition visuel peut mettre en forme automatiquement les références.
- Insérer une infobox (cadre d'informations à droite) n'est pas obligatoire pour parachever la mise en page.

Pour une aide détaillée, merci de consulter Aide:Wikification.
Si vous pensez que ces points ont été résolus, vous pouvez retirer ce bandeau et améliorer la mise en forme d'un autre article.

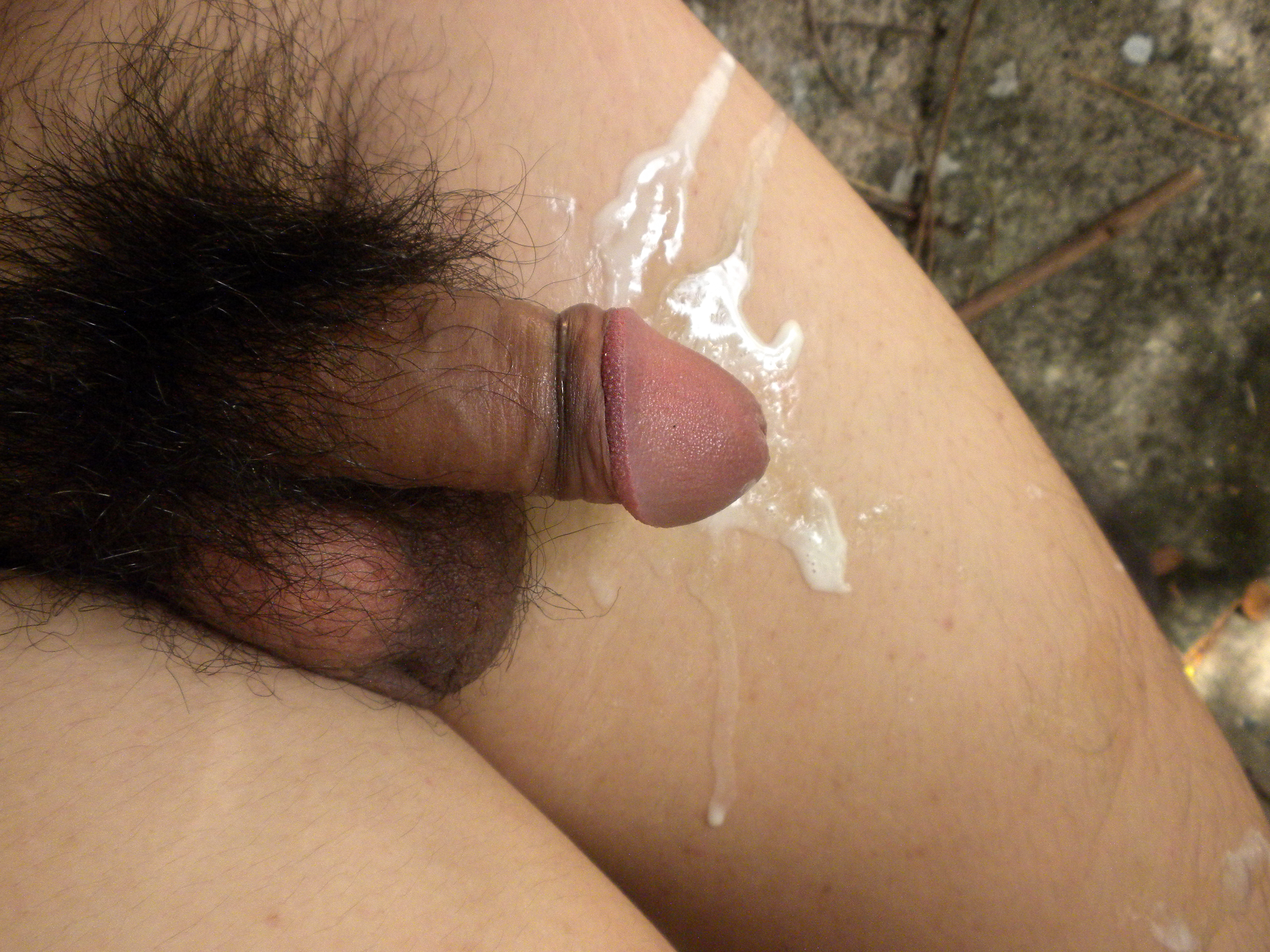
Pénis flaccide en période réfractaire, post-éjaculation.

La période réfractaire, dans la sexualité humaine, est la phase de récupération après éjaculation, pendant laquelle il est physiologiquement impossible pour les mâles d'avoir des orgasmes supplémentaires,. Cette phase commence immédiatement après l'éjaculation, et dure jusqu'à ce que la phase d'excitation du cycle de réponse sexuelle humaine recommence avec une réponse de faible niveau,. Bien qu'il soit généralement rapporté que les femmes ne connaissent pas de période réfractaire et peuvent donc éprouver un orgasme supplémentaire (ou plusieurs orgasmes) peu après le premier,, certaines sources et études mettent en avant que les hommes et les femmes connaissent une période réfractaire parce que les femmes peuvent également éprouver un moment après l'orgasme pendant lequel une stimulation sexuelle supplémentaire ne produit pas d'excitation,.

## Facteurs et théories
Bien que la période réfractaire varie considérablement d'un individu à l'autre, allant de quelques minutes à plusieurs jours,,, la plupart des hommes ne peuvent ni atteindre ni maintenir une érection pendant ce temps, et beaucoup perçoivent un sentiment psychologique de satisfaction et ne sont temporairement pas intéressés par une activité sexuelle supplémentaire ; le pénis peut être hypersensible et une stimulation sexuelle supplémentaire peut être douloureuse pendant cette période,.
Une augmentation de la sécrétion de l'hormone oxytocine lors de l'éjaculation est censée être principalement responsable de la période réfractaire chez les mâles, et la quantité d'oxytocine augmentée peut affecter la durée de chaque période réfractaire. Une autre substance chimique que certains considèrent comme responsable de la période réfractaire chez les hommes est la prolactine,,, qui est inhibée par la dopamine, et est responsable de l'excitation sexuelle. Cependant, il n'y a pas de consensus pour une telle relation de cause à effet ; certaines études suggèrent que la prolactine n'a aucun effet sur la période réfractaire.
Il est également proposé que l'hormone inhibitrice des gonadotrophines (GnIH), qui est considérée comme inhibant l'axe gonadotrope et les fonctions sexuelles, provoque l'impossibilité de jouir à nouveau lors de la période réfractaire post-éjaculatoire. Cette hypothèse soutient également l'augmentation de l'oxytocine et de la prolactine après l'orgasme en accord avec les études précédentes.
Une théorie alternative, non étayée par des observations cliniques, explique la période réfractaire chez les hommes en termes de mécanisme de rétroaction autonome périphérique[citation nécessaire], plutôt qu'à travers des substances chimiques centrales comme l'oxytocine, la sérotonine, et la prolactine. La rétroaction autonome régule déjà d'autres systèmes physiologiques, tels que la respiration, la pression artérielle et la motilité intestinale. Cette théorie suggère qu'après l'éjaculation masculine, une diminution de la tension pariétale dans des structures telles que les vésicules séminales conduit à un changement dans les signaux autonomes fins envoyés depuis ces organes, créant efficacement une boucle de rétroaction négative. Un tel mécanisme est similaire à la diminution de la motilité gastrique et intestinale une fois que le contenu gastrique a traversé. Une fois la boucle de rétroaction créée, la période réfractaire persiste jusqu'à ce que la boucle soit brisée par la restauration de la tension pariétale dans les vésicules séminales. Avec l'âge, le temps de restauration de la tension dans les vésicules séminales augmente.
La réponse sexuelle féminine est considérée comme plus variée que celle des hommes, et l'on pense que les femmes sont plus capables que les hommes d'atteindre des orgasmes supplémentaires ou multiples par une stimulation sexuelle supplémentaire, suggérant une période réfractaire plus courte ou absente chez certaines femmes,. Une étude a montré que la grande majorité des femmes éprouvent une hypersensibilité clitoridienne après un orgasme, à des taux similaires à la période réfractaire chez les hommes, qui se caractérise par une sensibilité pénienne. Les conclusions de cette même étude suggèrent également une réévaluation de la période réfractaire chez les femmes et soulignent la nécessité de poursuivre les recherches sur les expériences post-orgasmiques qui incluent la perspective féminine. En outre, hommes et femmes connaissent une augmentation des niveaux de prolactine après un orgasme pendant environ 60 minutes, ce qui est un marqueur neurobiologique de la période réfractaire chez les mâles,. Comme les hommes, il se peut que seule une minorité de femmes soient capables d'orgasmes multiples ou manquent de période réfractaire, mais les données sont insuffisantes pour tirer une conclusion.

## Autres études
Des hommes peuvent également avoir une période réfractaire réduite et être capables d'orgasmes multiples. Selon certaines études, les hommes de 18 ans ont une période réfractaire d'environ 15 minutes, tandis que ceux dans la soixantaine mettent environ 20 heures, la moyenne pour tous les hommes étant d'environ une demi-heure. Bien que plus rare, certains hommes ne présentent aucune période réfractaire ou une période réfractaire qui dure moins de 10 secondes. Une étude scientifique tentant de documenter les orgasmes multiples entièrement éjaculatoires chez un adulte a été menée à Rutgers University en 1995. Pendant l'étude, six orgasmes éjaculatoires complets se sont produits en 36 minutes, sans période réfractaire apparente,. En 2002, P. Haake et al. ont rapporté un individu masculin produisant des orgasmes multiples sans réponse prolactine élevée.